# Thomas Abbt
Thomas Abbt (tiếng Đức: [apt], 28 tháng 11 năm 1738 - 3 tháng 11 năm 1766) là một nhà toán học và tác giả người Đức.

## Tiểu sử
Sinh ra tại Ulm trong gia đình của một người làm tóc giả, Abbt học tại một ngôi trường cấp hai tại quê nhà, sau đó rời đi vào năm 1756 để học thần học, toán học và triết học tại Đại học Halle, nhận được một chứng chỉ sư phạm vào năm 1758. Trong năm 1760, ông được chỉ định làm một giáo viên liên kết về môn triết học tại Đại học Frankfurt (Oder), tại nơi đây ông viết tác phẩm nổi tiếng nhất của mình Vom Tode für's Vaterland (1761).
Tác phẩm mang tính ái quốc trên lấy cảm hứng từ thất bại của Friedrich II của Phổ tại trận Kunersdorf. Nó cũng thể hiện sự quan tâm của Abbt đối với tác phẩm Literaturbriefe (Những lá thư văn học) của Gotthold Ephraim Lessing. Abbt viết một số lượng lớn các bản tiểu luận về lịch sử, chính trị, mỹ học và triết học. Ông là một người hâm mộ nhiệt thành của Lessing và đã học hỏi phong cách viết mang tính giáo dục và đậm chất văn xuôi của nhà triết học này.
Trong mùa thu năm 1761, ông được chỉ định như là một giảng viên hoàn toàn về toán học tại Rinteln. Vào năm 1763, ông tham dự một cuộc thi được tài trợ bởi Học viện Berlin với một tiểu luận về ứng dụng của toán học vào siêu hình học. Những người tham gia khác là Moses Mendelssohn, người giành chiến thắng cuộc thi, và Immanuel Kant. Trong thời gian ở Rinteln, Abbt đã viết một tác phẩm nổi tiếng khác, Vom Verdienste (1765).
Abbt đã chu du đến Pháp trong vòng 9 tháng, nơi ông có thể nói chuyện với Voltaire tại Ferney. Ông cũng trèo lên Alps tại Saxony. Cuộc hành trình này cộng thêm sự không chấp thuận từ trường đại học đã thúc giục ông viết nên tác phẩm Lý thuyết cuộc đời.
Trong khi đang suy nghĩ về ý tưởng trở thành một sử gia, ông đã được đề xuất làm một giảng viên tại Đại học Marburg và một vị trí Ủy viên Hội đồng Tòa án tại tòa án của Wilhelm, Bá tước Schaumburg-Lippe. Ông quyết định cho vị trí thứ hai. Vị bá tước rất quan tâm đến kế hoạch của Abbt, bao gồm cả tiểu sử của Maximilian I của Thánh chế La Mã và việc dịch các tác phẩm của Sallust.
Tuy nhiên vào năm 1766, chàng thanh niên 27 tuổi Abbt bất ngờ qua đời bởi một cơn đau ruột tại Bückeburg. Bàn về cái chết của ông, Johann Gottfried von Herder đã viết rằng ông đã "chết cho nước Đức và cho ngôn ngữ của anh ấy quá sớm!"